# Török Gábor (politikus)
Török Gábor (Gyömrő, 1950. szeptember 24. –) magyar orvos, politikus, országgyűlési képviselő.

## Életpályája

### Iskolái
Az általános iskolát Gyömrőn végezte el. A középiskolát Esztergomban járta ki; 1969-ben érettségizett az esztergomi Bottyán János Gép- és Műszeripari Technikumban. Ezzel párhuzamosan levelező tagozaton elvégezte a tatai Jávorka Sándor Mezőgazdasági Technikumot is. 1971–1977 között a Semmelweis Orvostudományi Egyetem hallgatója volt. 1974-ben megszerezte az orvosi gép- és műszeripari technikusi bizonyítványt is. 1982-ben csecsemő- és gyermekgyógyászatból szakvizsgázott. 1988-ban általános orvostanból szakvizsgát tett. 1990-ben pszichoterapeutai szakvizsgát kapott.

### Pályafutása
1969–1971 között sorkatonai szolgálatot teljesített Hatvanban. 1977–1980 között a tatai városi kórház gyermekorvosa volt. 1980-tól Gyömrőn körzeti orvos. 1988-tól a Gyömrőért Baráti Kör elnöke. 1991-ben megalapította a Széki Teleki László Alapítványt, amely több mint tíz éve működteti a Teleki László Gimnázium és Informatikai Szakközépiskolát. 

### Politikai pályafutása
1985–1990 között a Gyömrői Községi Tanács tagja volt. 1989-től az MDF gyömrői szervezetének alapító tagja és elnöke. 1990–1994 között országgyűlési képviselő (Monor) volt. 1991–1994 között a Környezetvédelmi bizottság tagja volt. 1994-ben és 2006-ban országgyűlési képviselőjelölt volt. 2002–2006 között önkormányzati képviselő volt.

## Családja
Szülei Török Gábor és Pobrányi Erzsébet. 1971-ben házasságot kötött Fülöp Éva orvosi üzemmérnökkel. Hét gyermekük született: Éva (1976–), Rózsa (1978–), Gábor és Miklós (1980–), Anna és Etelka (1983–), valamint Mátyás (1989–).